# Carin Muhr
Carin Birgitta Muhr, född 3 oktober 1946 i Örebro, är en svensk läkare.
Muhr blev legitimerad läkare 1973, specialist i neurologi 1978, medicine doktor i Uppsala 1981 på avhandlingen The sella turcica and the pituitary gland: normal variations and diagnostic aspects of pituitary adenomas och docent 1984. Hon anställdes vid Akademiska sjukhuset i Uppsala 1974 och blev sedermera överläkare där. Hon har varit styrelseledamot i Föreningen för kvinnliga forskare och kvinnoforskning. Hon har författat skrifter om hypofystumörer och med stöd av Medicinska forskningsrådet bedrivit forskningsverksamhet om hypofystumörer inklusive positronemissionstomografi. Hon är hedersprofessor vid Universidad de San Martín de Porres i Lima i Peru.